# Hospital Aeronáutico Central
El Hospital Aeronáutico Central es un centro sanitario ubicado en el barrio de Nueva Pompeya de la Ciudad Autónoma de Buenos Aires, Argentina perteneciente a la Fuerza Aérea Argentina. Fue construido e inaugurado el 19 de octubre de 1954, durante la presidencia de Juan Domingo Perón. El nosocomio depende de la Dirección General de Salud de la Subjefatura del Estado Mayor General de la Fuerza Aérea y es el principal centro de salud que atiende al personal militar y civil de la institución y a sus familiares. Bajo la denominación de Hospital Aeronáutico Central. En aquel entonces solo existía la planta baja y dos subsuelos. Sobre esa base se reformuló y se construyó en corto tiempo lo que es hoy el Hospital,
Junto al Hospital Aeronáutico Córdoba y a los centros asistenciales de El Palomar emplazado en el predio de la I Brigada Aérea y de Retiro sito enfrente del Edificio Cóndor, constituyen los centros de salud de la institución.
A éstos se suma el Hospital Reubicable pero este último es para el uso en campaña y en operaciones, no para la asistencia de los miembros.

## Historia
La historia reconoce como antecedente del actual nosocomio, al Hospital Regional Tecnológico Beato Roque González del Ministerio del Salud Pública, que fuera transferido al entonces Ministerio de Aeronáutica el 4 de febrero de 1953, bajo la denominación de Hospital Aeronáutico Central. Para dicha fecha solo existía la planta baja y los dos subsuelos, base sobre la cual se construyó en corto plazo los nueve pisos del edificio que fuera inaugurado el 19 de octubre de 1954 por el presidente de la Nación Juan Domingo Perón.

## Apoyo a la comunidad
En 2020, como parte de la asistencia militar a la emergencia por la pandemia de COVID-19, las FF.AA. dispusieron el despliegue de un hospital militar reubicable (HMR) en inmediaciones del Hospital Aeronáutico Central como apoyo al esfuerzo sanitario.